# Boman Irani
Pour les articles homonymes, voir Irani (homonymie).
Boman Irani, né le 2 décembre 1959 à Bombay, est un acteur indien.
Après avoir été photographe professionnel puis acteur de théâtre, il devient l'un des plus solides acteurs de second rôle de Bollywood, tant dans le registre comique que négatif.

## Biographie
Boman Irani est né dans une famille parsie. Après des études au Mithibai College, il est serveur à l'hôtel Taj Mahal puis travaille à la boulangerie familiale avant de tenir une friterie.
Il est marié à Parizad Zoranbia dont il a deux enfants, Danesh et Kayur.
Boman Irani commence une carrière de photographe professionnel en 1987 avant de bifurquer vers le théâtre en 1989.

### Théâtre
Il fait une apparition dans la pièce Roshni d'Alyque Padamsee avant d'obtenir un rôle plus important en 1996 dans Family Ties de Raell Padamsee où il interprète un homme de 75 ans. Il joue ensuite dans I'm not Bajirao de Rahul Da Cunha, qui reste à l'affiche pendant six ans, puis dans Mahatma vs Gandhi où il interprète Gandhi, rôle pour lequel il perd 23 kg. La pièce est jouée avec succès en Inde, en Afrique du Sud, aux États-Unis.

### Cinéma
Bollywood lui ouvre ses portes en 2000. Il fait ses débuts dans Josh aux côtés de Shahrukh Khan. En 2003, la reconnaissance arrive avec Munna Bhai M.B.B.S. dans lequel il interprète le fantasque docteur Asthana. Trois ans plus tard, il retrouve ses partenaires Sanjay Dutt et Arshad Warsi pour une suite intitulée Lage Raho Munna Bhai.
Entre-temps, il tourne dans plusieurs films qui rencontrent un large succès, tels que Main Hoon Na, Lakshya, Veer-Zaara, Bluffmaster!, Don - The Chase Begins Again, Heyy Babyy et récemment 3 Idiots.

## Filmographie
| Année   | Film                             | Role                               | Notes                        |
| ------- | -------------------------------- | ---------------------------------- | ---------------------------- |
| 2000    | Josh                             | D'Mello                            |                              |
| 2001    | Everybody Says I'm Fine!         | Mr. Mittal                         |                              |
| 2002    | Let's Talk                       | Nikhil                             |                              |
| 2003    | Darna Mana Hai                   | Propriétaire de l'hôtel            |                              |
| 2003    | Boom                             | Participation exceptionnelle       |                              |
| 2003    | Munna Bhai M.B.B.S.              | Dr. J. C. Asthana                  |                              |
| 2004    | Main Hoon Na                     | Directeur de l'école               |                              |
| 2004    | Lakshya                          | Mr. Shergill                       |                              |
| 2004    | Veer-Zaara                       | Jahangir Hayaat Khan               |                              |
| 2005    | Page 3                           | Deepak Suri                        |                              |
| 2005    | Waqt: The Race Against Time      | Natu                               |                              |
| 2005    | My Wife's Murder                 | Inspecteur Tejpal Randhawa         |                              |
| 2005    | No Entry                         | Ministre P.J. Gupta                |                              |
| 2005    | Maine Gandhi Ko Nahin Mara       |                                    |                              |
| 2005    | Home Delivery: Aapko... Ghar Tak | Michael Burnett / Santa Claus      |                              |
| 2005    | Kal: Yesterday and Tomorrow      | Yashwant Dayal                     |                              |
| 2005    | Bluffmaster                      | Dr. Bhalerao                       |                              |
| 2005    | Mr. Prime Minister               |                                    |                              |
| 2005    | Being Cyrus                      | Farokh Sethna                      |                              |
| 2006    | Shaadi Se Pehle                  | Dr Rustam                          |                              |
| 2006    | Pyare Mohan                      | Tony Alias Dholakia                |                              |
| 2006    | Yun Hota To Kya Hota             | DCP                                | Participation exceptionnelle |
| 2006    | Lage Raho Munna Bhai             | Lucky Singh                        |                              |
| 2006    | Khosla Ka Ghosla                 | Kishen Khurana                     |                              |
| 2006    | Don - The Chase Begins Again     | Inspecteur DeSilva / Vardhan       |                              |
| 2007    | Eklavya                          | Rana Jayawardhan                   |                              |
| 2007    | Honeymoon Travels Pvt. Ltd.      | Oscar Fernandes                    |                              |
| 2007    | Heyy Babyy                       | Bharat Sahni                       |                              |
| 2007    | Dhan Dhana Dhan Goal             | Tony Singh                         |                              |
| 2008    | Woodstock Villa                  |                                    |                              |
| 2008    | Love Story 2050                  | Professeur Yatin Khanna / Oncle Ya |                              |
| 2008    | Kismat Konnection                | Rajiv Batra                        | Participation exceptionnelle |
| 2008    | Rishton Ki Machine               |                                    |                              |
| 2008    | Dostana                          | M (Murali)                         |                              |
| 2008    | Yuvvraaj                         | Dr P.K. Banton                     |                              |
| 2008    | Sorry Bhai!                      | Navin                              |                              |
| 2008    | Maharathi                        | AD Merchant                        |                              |
| 2009    | Luck by Chance                   | Dinaz Aziz                         | Participation exceptionnelle |
| 2009    | Little Zizou                     | Boman Pressvala                    |                              |
| 2009    | 99                               | Rahul                              |                              |
| 2009    | Kambakkht Ishq                   | Docteur                            | Participation exceptionnelle |
| 2009    | Perfect Mismatch                 | Mr. Patel                          |                              |
| 2009    | Fruit & Nut                      | Maharaja Harry Holkar              |                              |
| 2009    | Durbar                           |                                    |                              |
| 2009    | Front Page                       |                                    |                              |
| 2009    | 3 Idiots                         | Viru Sahastrabudhhe (Virus)        |                              |
| 2009    | Mungilal Rocks                   |                                    |                              |
| 2010    | Well Done Abba                   | Arman Ali / Rahman Ali             |                              |
| 2010    | Banda Yeh Bindaas Hai            |                                    |                              |
| 2010    | Teen Patti                       |                                    |                              |
| 2010    | Hum Tum Aur Ghost                |                                    |                              |
| 2010    | Jaane Kahan Se Aayi Hai          |                                    |                              |
| 2010    | Housefull                        | Batuk patel                        |                              |
| 2011    | Don 2                            | Vardhaan                           |                              |
| Projets | Munnabhai Chale Amerika          |                                    |                              |
| Projets | Mirch                            |                                    |                              |

## Récompenses
- IIFA Awards 2004 : Meilleure performance dans un rôle comique pour Munna Bhai M.B.B.S.
- Filmfare Awards 2010 : Meilleur acteur dans un second rôle pour 3 Idiots
- Star Screen Award 2010 : Meilleur acteur dans un rôle négatif pour 3 Idiots
- IIFA Awards 2010 : Meilleur acteur dans un rôle négatif pour 3 Idiots
- Zee Cine Awards 2011 : Meilleur acteur dans un rôle comique pour Well Done Abba